# 新西蘭隆背海龍
新西蘭隆背海龍（学名：Leptonotus elevatus），为輻鰭魚綱棘背魚目海龍魚科的其中一種，分布於西南太平洋區的紐西蘭海域，棲息深度62-120公尺，體長可達14.9公分，棲息在底層水域，卵胎生。